# Transport kolejowy w Częstochowie

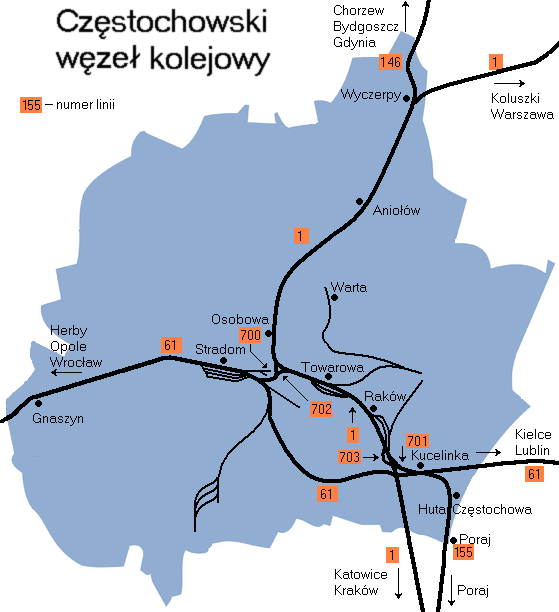
Mapa częstochowskiego węzła kolejowego

Zmiany sieci torów częstochowskiego węzła kolejowego

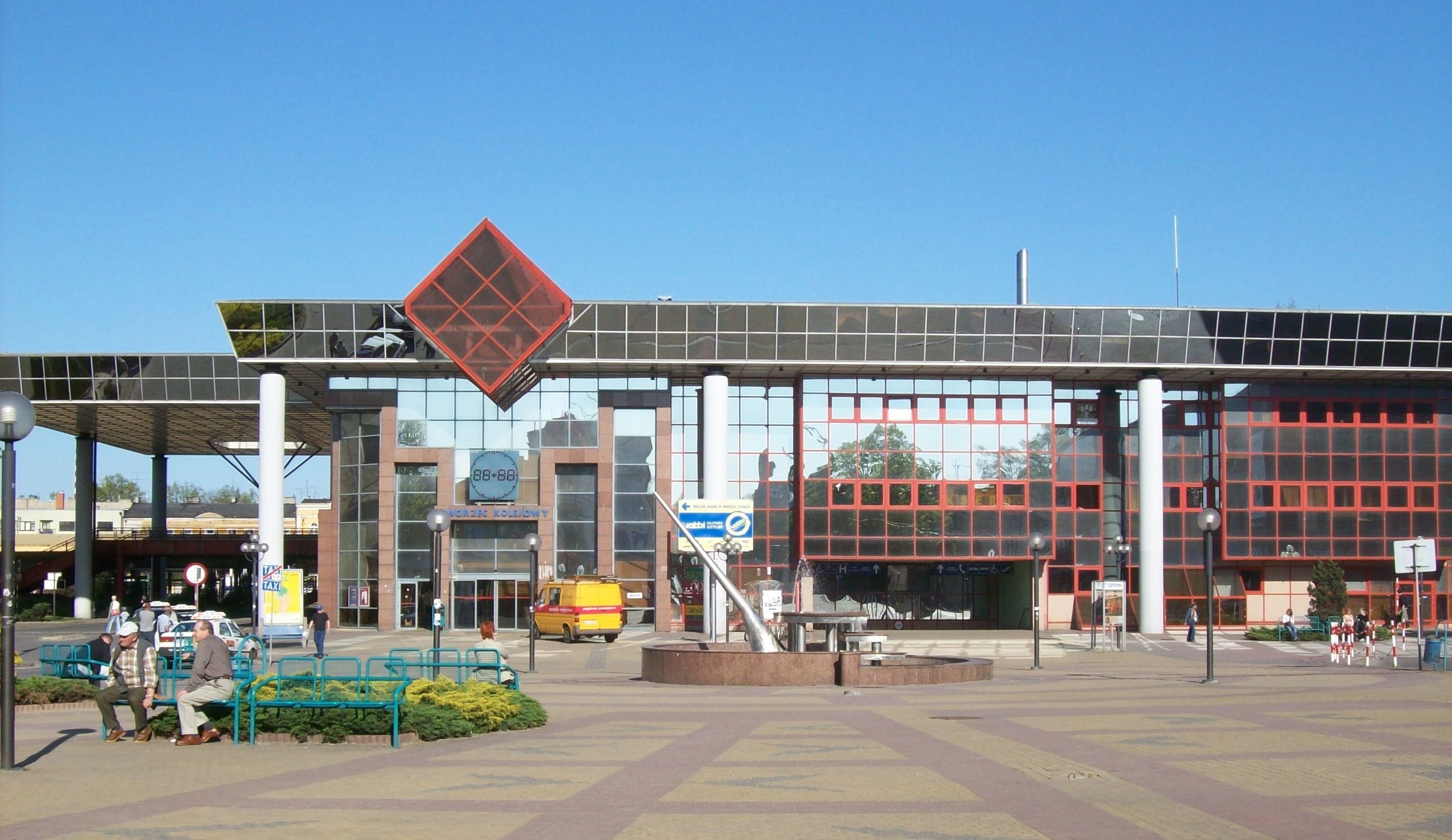
Częstochowa Osobowa

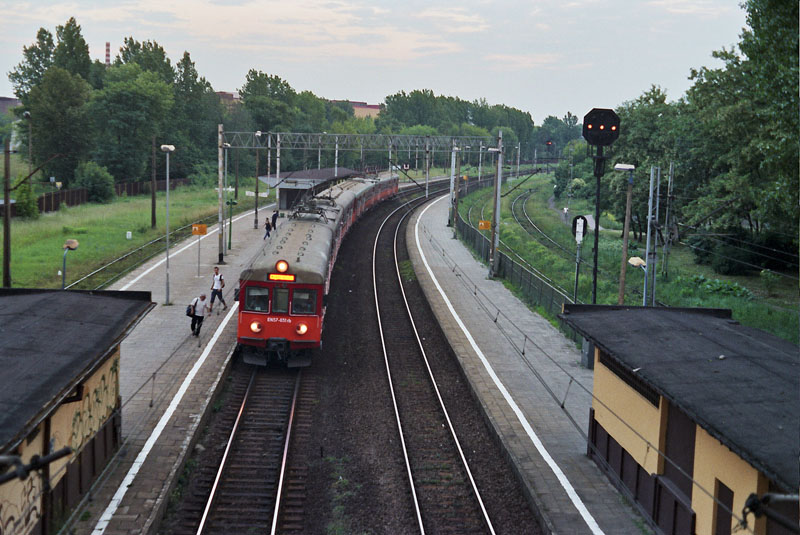
Częstochowa Raków

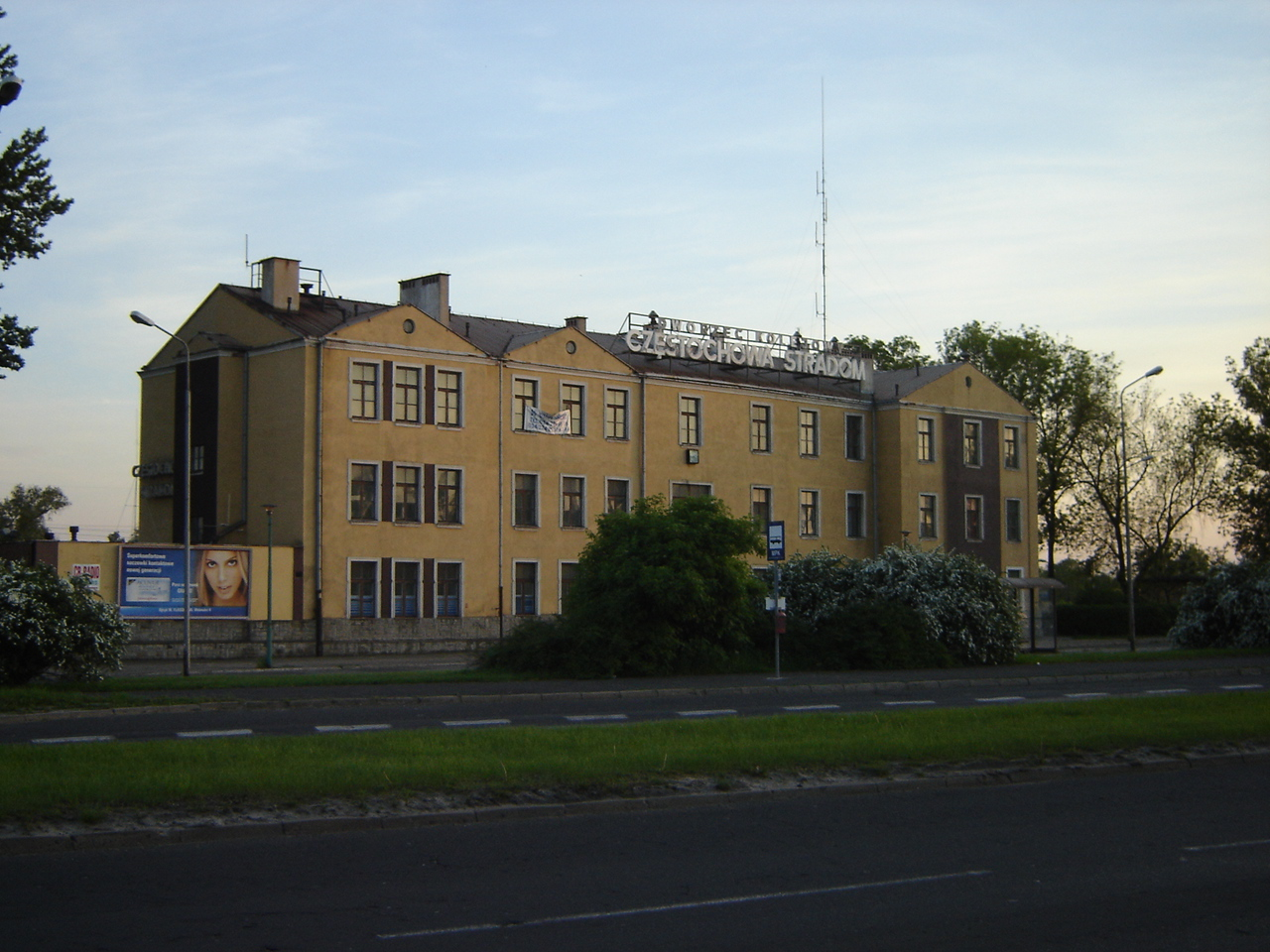
Częstochowa Stradom

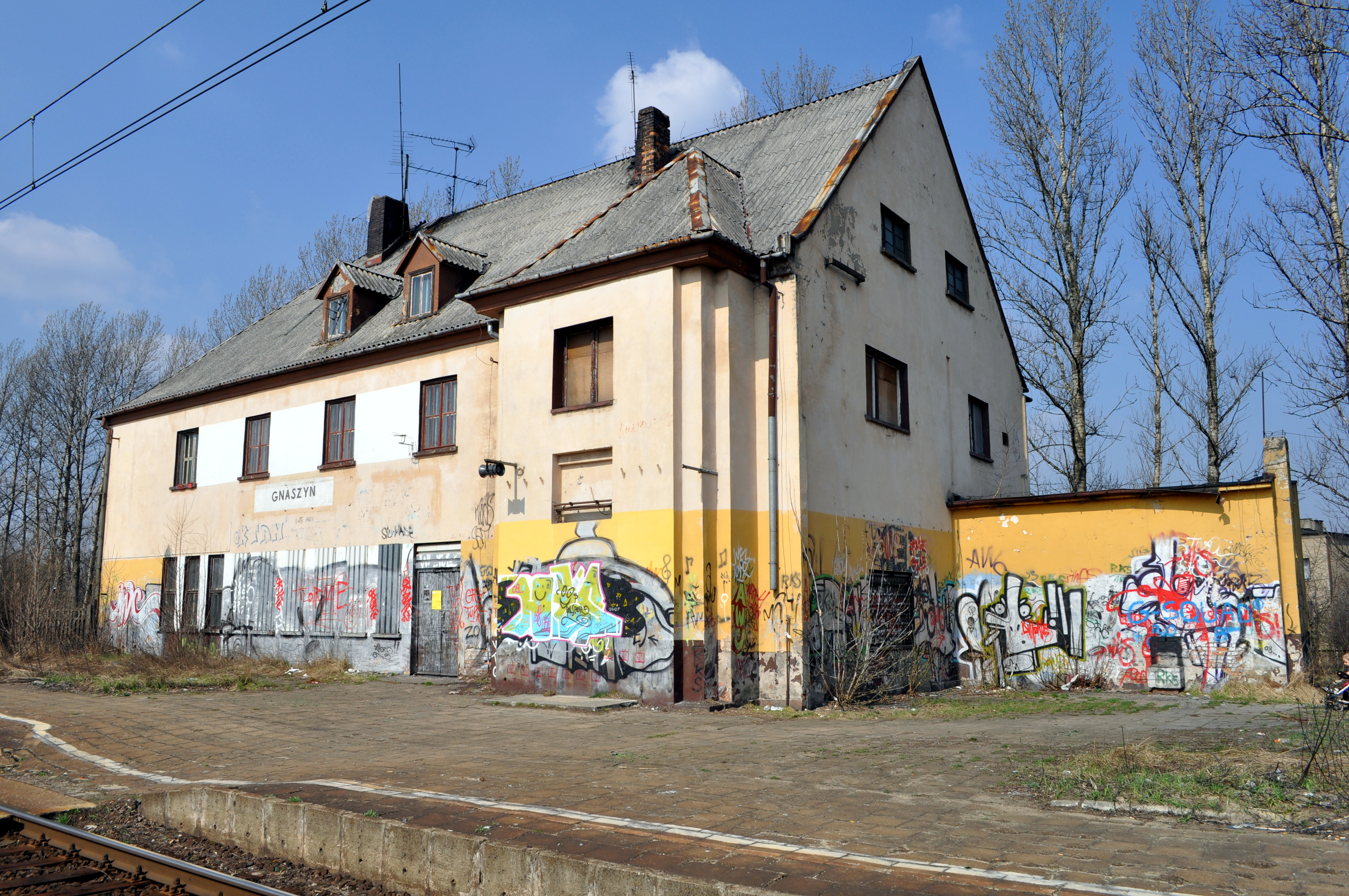
Częstochowa Gnaszyn

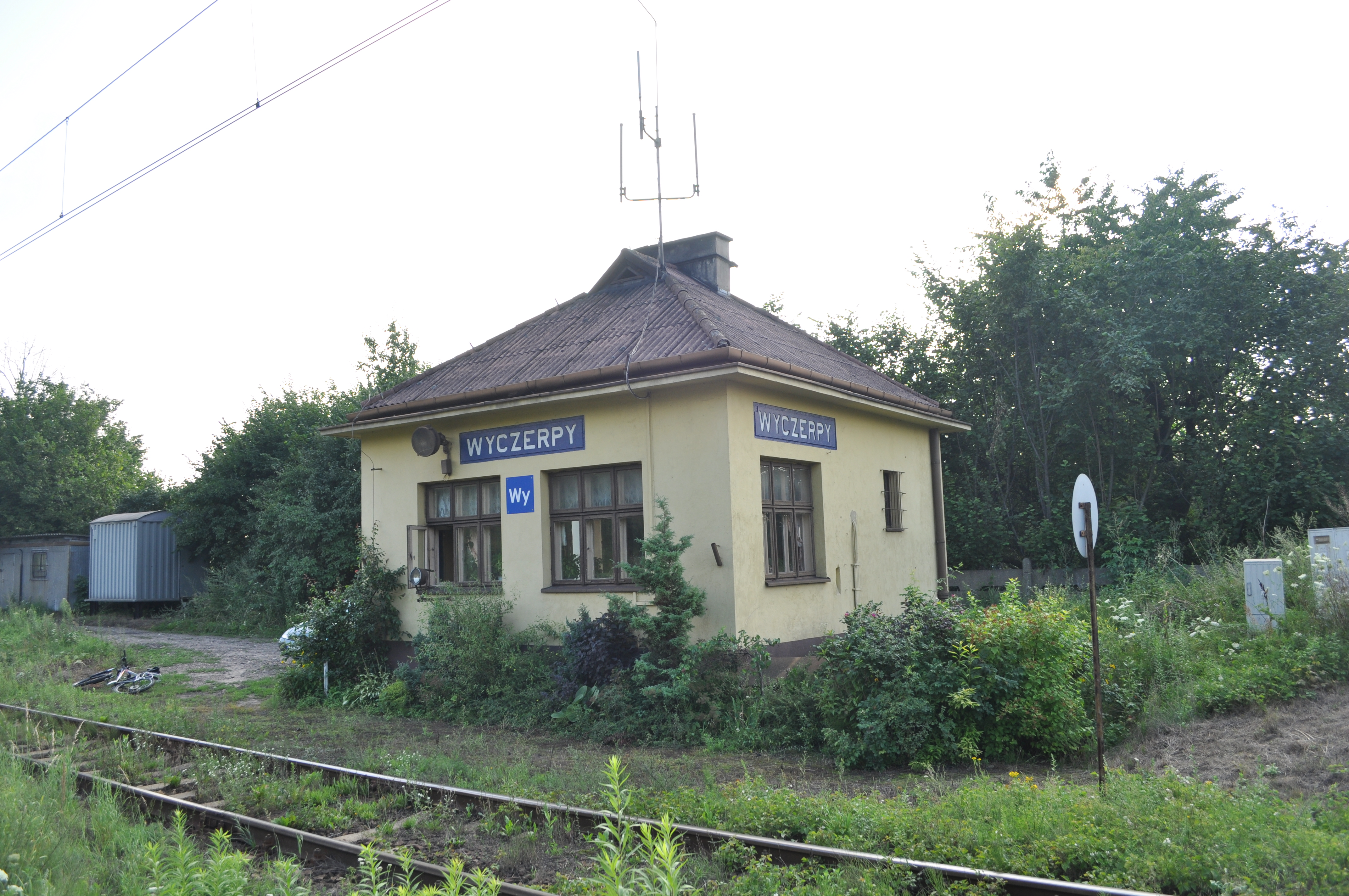
Częstochowa Wyczerpy (posterunek odgałęźny)

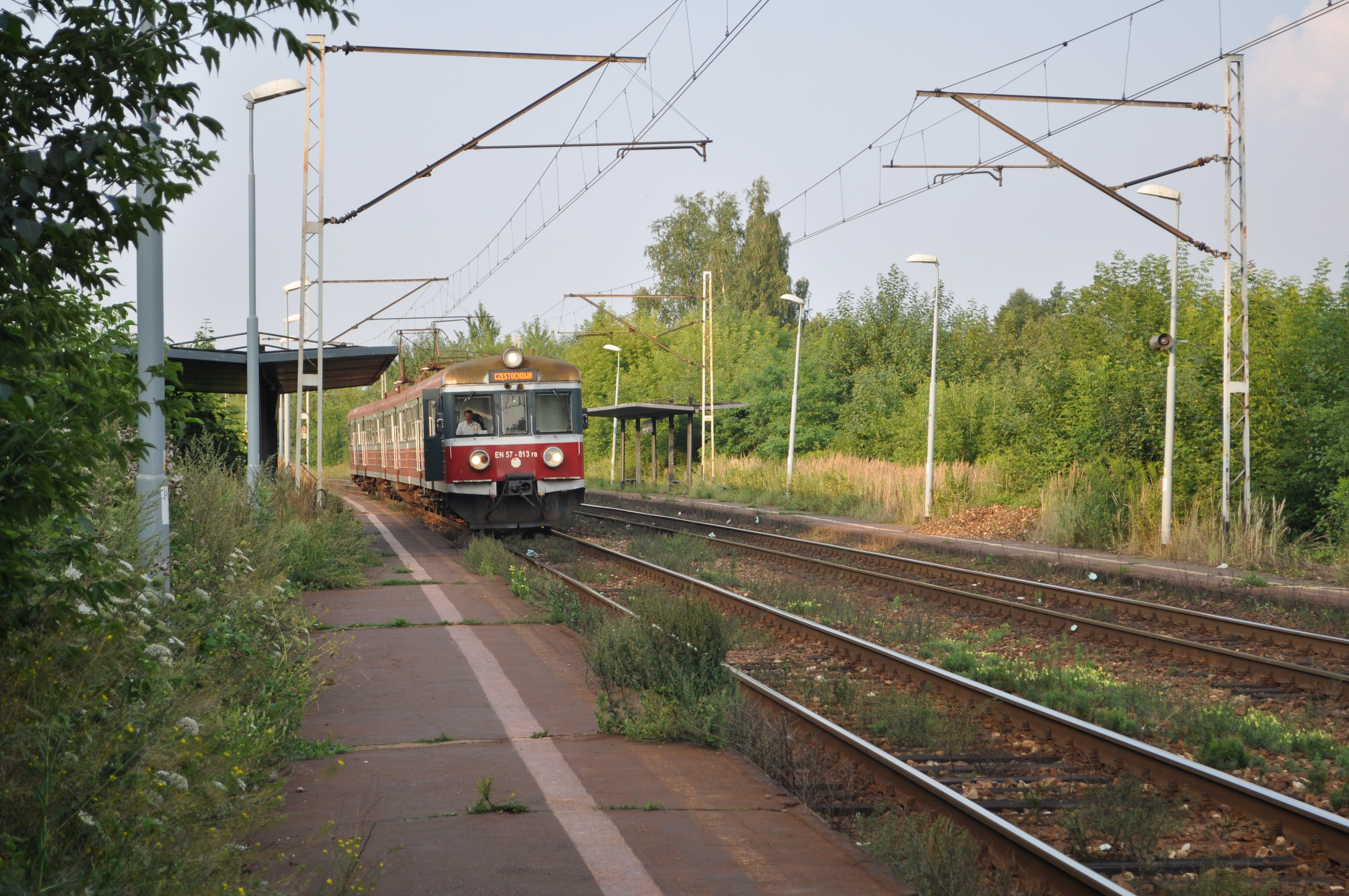
Częstochowa Aniołów

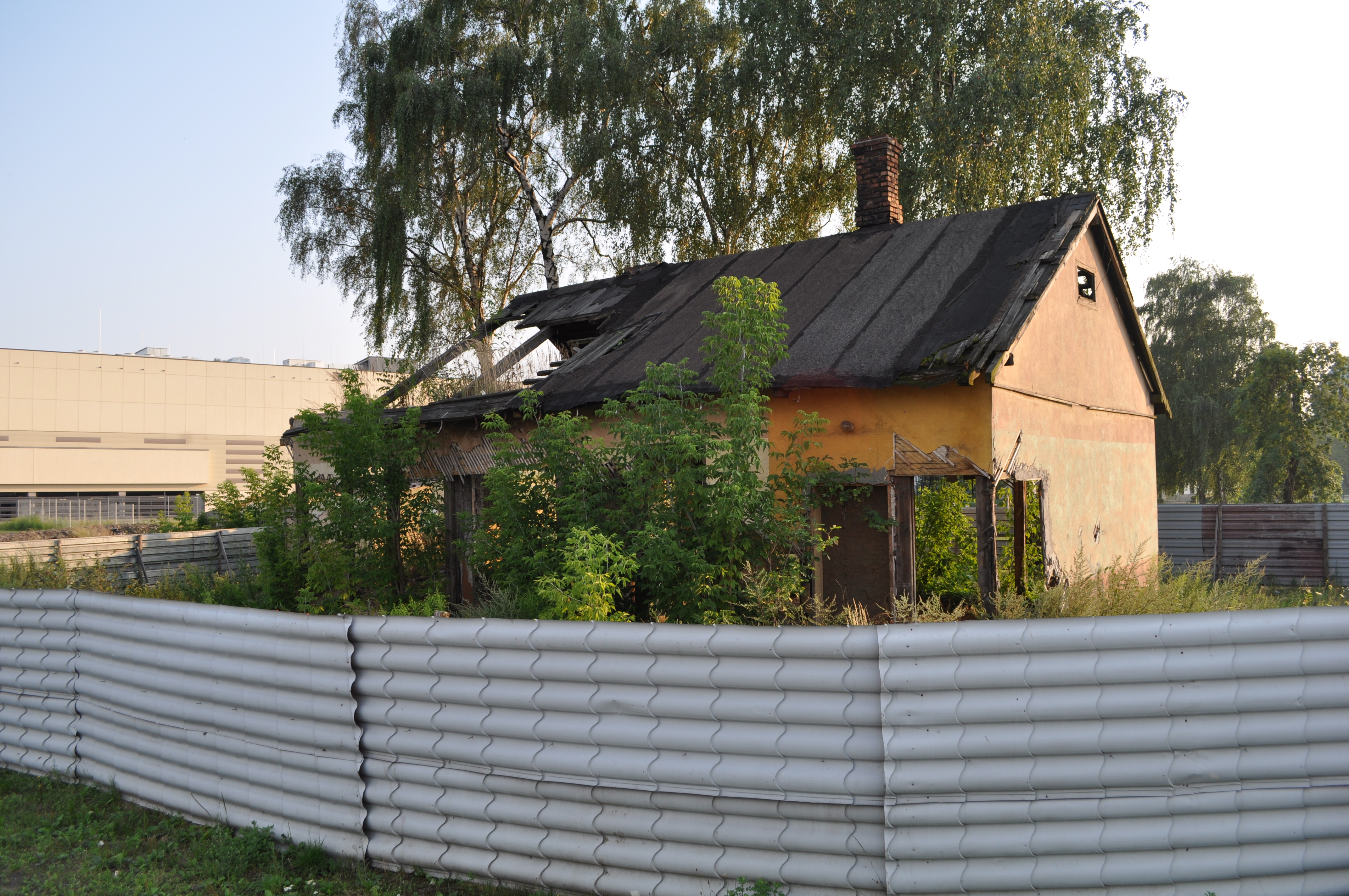
Częstochowa Warta

Przebieg linii nr 1

Przebieg linii nr 61

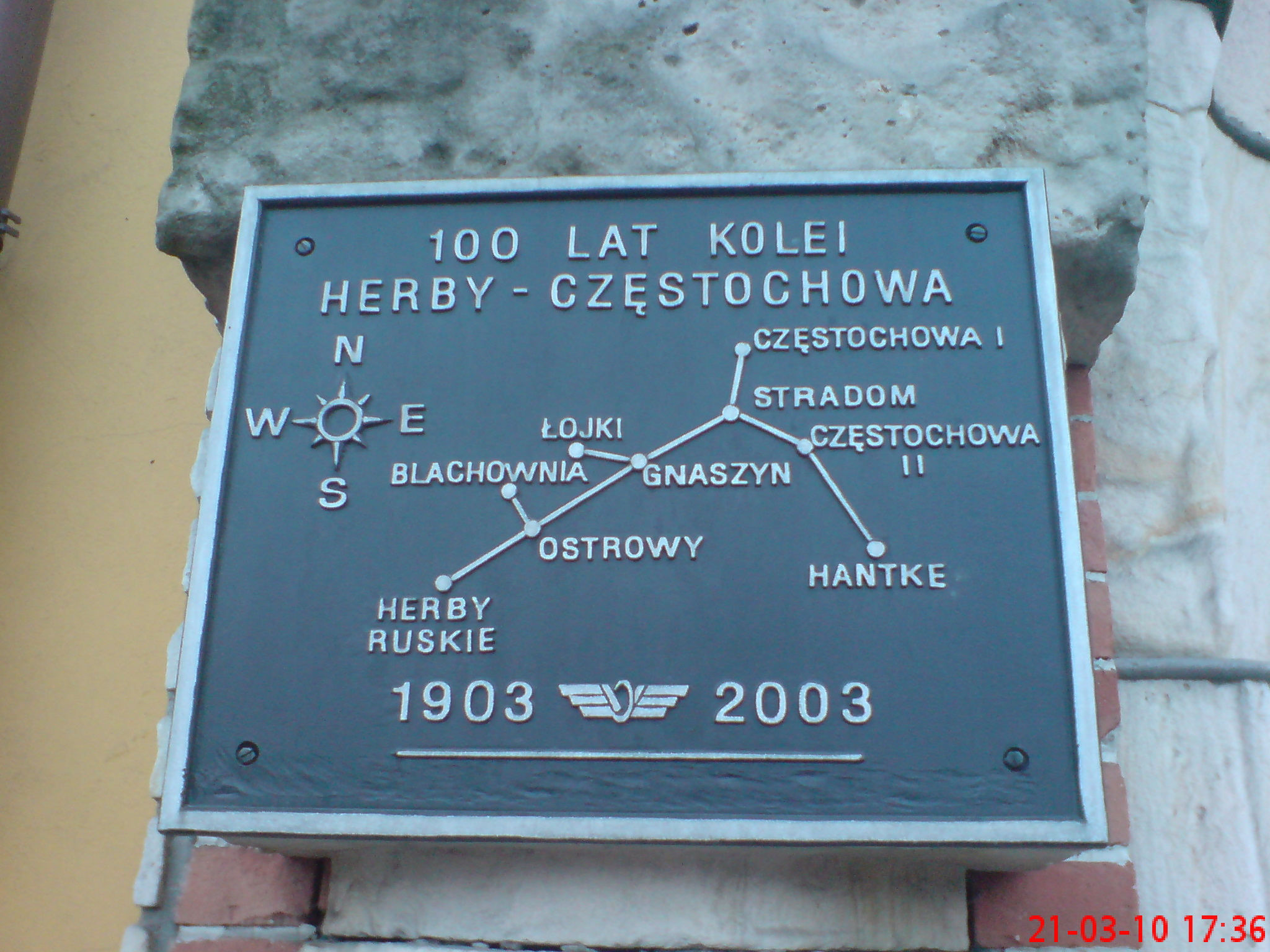
Tablica pamiątkowa przy wejściu do hali dworca Częstochowa Stradom, wmurowana w stulecie budowy linii herbskiej

Transport kolejowy w Częstochowie – węzeł kolejowy położony na terenie miasta Częstochowy obejmuje krzyżujące się w mieście linie nr 1 i 61, linię 146 oraz łącznice i całość infrastruktury. Częstochowski węzeł jest w pełni zelektryfikowany.
Kolej dotarła do Częstochowy 1 grudnia 1846 roku, gdy doprowadzono do miasta linię Drogi Żelaznej Warszawsko-Wiedeńskiej, pierwszą w kraju. Sam węzeł zaczął powstawać gdy w 1903 roku uruchomiono linię łączącą Częstochowę z Herbami Ruskimi a w 1911 z Kielcami.

## Linie kolejowe
- Linia kolejowa nr 1 (Droga Żelazna Warszawsko-Wiedeńska, Warszawa Centralna-Katowice)
- Linia kolejowa nr 61 (Kolej Herbsko-Kielecka, Kielce Główne-Fosowskie)
- Linia kolejowa nr 146 (Częstochowa Wyczerpy (posterunek odgałęźny)-Chorzew Siemkowice)
- Linia kolejowa nr 155 (Kucelinka-Poraj)
- Linia kolejowa nr 700 (Częstochowa Osobowa-Częstochowa Stradom)
- Linia kolejowa nr 701 (Częstochowa Osobowa-Kucelinka)
- Linia kolejowa nr 702 (Częstochowa Towarowa-Częstochowa Stradom)
- Linia kolejowa nr 703 (Kucelinka-Częstochowa Towarowa)
- Linia Częstochowa Mirów-Huta Częstochowa

Ponadto na terenach hutniczych położone są także inne linie łączące poszczególne zakłady.

## Stacje i przystanki

### Czynne
- Częstochowa Osobowa
- Częstochowa Aniołów
- Częstochowa Gnaszyn
- Częstochowa Mirów
- Częstochowa Raków
- Częstochowa Stradom
- Częstochowa Towarowa
- Częstochowa Wyczerpy – posterunek odgałęźny
- Huta Częstochowa

### Zlikwidowane[1]
- Częstochowa Warta
- Częstochowa I
- Stradom
- Częstochowa II
- Hantke
- Prędziszew

## Historia

### Budowa linii kolejowych w Częstochowie

#### Linia warszawsko-wiedeńska
Projekt budowy linii kolejowej z Warszawy do granicy z zaborem austriackim powstał już w 1835 roku. Trasę przeprowadzono według projektu inż. Stanisława Wysockiego. 4 kwietnia 1839 roku ustalono sposób prowadzenia budowy i podział trasy na cztery odcinki. Każdy z nich został powierzony innemu inżynierowi kierującemu. Odcinek od Częstochowy do granicy Królestwa Polskiego określono jako IV, budową kierował inż. Franciszek Leszczyński.
4 lipca 1843 rząd Królestwa Polskiego powołał Zarząd Drogi Żelaznej Warszawsko-Wiedeńskiej i podjął prace w 1844 roku. 15 października 1845 roku kolej doprowadzono do Skierniewic i Łowicza.
16 listopada 1846 roku z Warszawy wyruszył pociąg specjalny z dostojnikami. Po noclegu w Skierniewicach, w południe 17 listopada pociąg wyruszył ze Skierniewic. W Częstochowie odbyło się oficjalne powitanie przez władze miasta i delegacje okolicznych miejscowości. Około 6 wieczorem wyruszono w podróż powrotną do Warszawy.
19 listopada w prasie ukazała się zapowiedź, że od 1 grudnia ruch na odcinku do Częstochowy będzie dostępny publicznie.
22 listopada 1847 za przejezdny uznano odcinek od Częstochowy do granicy, który otwarto 1 kwietnia 1848 roku.
Ruch na drugim torze odcinka Koluszki-Ząbkowice otwarto w 1881 roku.
To była pierwsza linia kolejowa w Królestwie Polskim, jako wyjątek wśród kolei na obszarze Cesarstwa Rosyjskiego, miała ona obowiązujący w większości państw Europy rozstaw toru 1435 mm.

#### Linia herbska
W roku 1854 cesarz Mikołaj I zaproponował wybudowanie połączenia Kolei Warszawsko-Wiedeńskiej z Królestwem Prus, które miało się rozpocząć w Częstochowie i prowadzić do Herb Pruskich, co skróciłoby drogę przewozu pasażerów i towarów do i z Prus o około 80 kilometrów. Inwestycję blokowali akcjonariusze istniejącej już linii kolejowej, twierdząc, że budowa nowej kolei przyniesie straty zarówno im i pośrednio państwu, gdyż zmniejszy się liczba przewozów na wiedence z powodu używania jedynie jej fragmentu na północ od Częstochowy. Pomysł budowy kolei Częstochowa-Herby został zarzucony na rzecz budowy w 1857 roku połączenia Ząbkowic z Katowicami.
Do idei kolei częstochowsko-herbskiej powrócili w 1867 roku niemieccy akcjonariusze linii wiedeńskiej i współwłaściciele Kolei Prawego Brzegu Odry, jednak inwestycja została ponownie zablokowana przez polskich akcjonariuszy. W 1869 roku walne zgromadzenie akcjonariuszy wiedenki przegłosowało odłożenie planów budowy tej linii na czas nieokreślony.
Jednocześnie Kolej Prawego Brzegu Odry oddała do użytku 1 stycznia 1892 linę łącząca Lubliniec z Herbami Pruskimi, którą do października 1894 roku przedłużono do Fosowskiego, dając bezpośrednie połączenie z Opolem i Wrocławiem. W celu budowy połączenia tej linii z Częstochową w Petersburgu powstało, oparte na niemieckim kapitale, Towarzystwo Drogi Żelaznej Herby-Częstochowa, które podjęło starania o koncesję na budowę linii. 9 maja 1900 roku Cesarz Wszechrusi Mikołaj II zatwierdził decyzję o pozwoleniu na budowę linii z Herb Ruskich do Częstochowy z odgałęzieniami do kopalni żelaza w Łojkach, Huty Blachownia i zakładów "Towarzystwa Zakładów Mechanicznych B.Hantke" w Rakowie. Linia o długości 28,8 km została zrealizowana w latach 1901-1903 jako jednotorowa o rozstawie 1067 mm i niezelektryfikowana. Wyjątkiem był zelektryfikowany odcinek na terenie "Towarzystwa Zakładów Mechanicznych B.Hantke". Linia nie miała połączenia z linią wiedeńską.
Na linii zbudowano stacje i przystanki:
- Częstochowa I
- Stradom
- Gnaszyn
- Ostrowy (obecnie Blachownia)
- Herby

Na stacji Stradom rozpoczynało się odgałęzienie do Zakładów B.Hantke, na którym zlokalizowano stacje Częstochowa II i Hantke. Stacje zbudowano również na końcach odgałęzień, były to Łojki i Blachownia.
Linię główną Częstochowa I – Herby oddano do użycia 11 sierpnia 1903 razem z odgałęzieniem Ostrowy – Blachownia. Odcinki Stradom – Hantke i Gnaszyn – Łojki oddano 11 listopada.
Linia przebiegała wówczas inaczej niż obecne linia 61 i łącznica nr 700. Dworzec Częstochowa I zlokalizowano na obecnej ul. Boya-Żeleńskiego. Linia przebiegała przez obecną dzielnicę Trzech Wieszczów i ul. Loretańską, odkąd pokrywała się z dzisiejszym przebiegiem linii nr 61. Dworzec Stradom położony był wówczas w okolicy ul. Loretańskiej, tam też zaczynało się odgałęzienie do stacji Hantke. Linia przebiegała łukiem wzdłuż współczesnej ul. Pułaskiego do ul. Bór, gdzie ulokowano dworzec Częstochowa II, przez ul. Równoległą, pomiędzy ul. Pustą i Iglastą po wiadukcie nad torami linii wiedeńskiej, skręcając w stronę Zakładów B.Hantke.
Za Ostrowami linia biegła do stacji w Herbach, przystanek nazwano Herbami Ruskimi, w odróżnieniu od niemieckich Herb Pruskich. Do roku 1905 odcinek 1 km pomiędzy Herbami Ruskimi a Pruskimi nie istniał. 2 lipca 1905 roku uruchomiono tor wąski do Herb Pruskich i tor normalnej szerokości do Herb Ruskich. Od tego momentu pociągi docierały do obu stacji granicznych, gdzie następowało przesiadanie się podróżnych i przeładunek towarów.
Przy okazji budowy linii z Częstochowy do Kielc linię herbską przekuto na rozstaw 1524 mm, stosowany w Rosji.
W Częstochowie zlikwidowano wówczas dworce Częstochowa I i Częstochowa II, a stację Stradom przeniesiono w obecne miejsce. Pomimo tego nadal nie istniało połączenie z linią warszawsko-wiedeńską, co powodowało konieczność przeładunku towarów w Częstochowie. Linia była dochodowa, w efekcie starania o jej odkupienie od dotychczasowych właścicieli podjęło Towarzystwo Drogi Żelaznej Warszawsko-Wiedeńskiej.

#### Linia kielecka
26 lutego 1911 roku oddano do użytkowania linię z Kielc do Częstochowy o szerokości 1524 mm, przy okazji przekuwając na ten rozstaw linię herbską. Do obsługi linii kieleckiej powstał przy Dworcu Głównym peron 1a, istniejący do dziś.

### I wojna światowa
1 sierpnia 1914 roku Cesarstwo Niemieckie wypowiedziało wojnę Imperium Rosyjskiemu, 3 sierpnia rozpoczęła się ofensywa niemiecka. Rosjanie, nieprzygotowani do wojny rozpoczęli odwrót, niszcząc za sobą mosty i uszkadzając tory. W Częstochowie Rosjanie wysadzili w powietrze wiadukt nad torami wiedenki, blokując ruch kolejowy w całym węźle częstochowskim.
W latach okupacji Niemcy przekuli cały węzeł częstochowski na używany przez siebie rozstaw 1435 mm, co umożliwiło stworzenie czterokierunkowego węzła. Wiadukt na skrzyżowaniu linii wiedeńskiej i herbskiej stał się zbędny.

### Okres międzywojenny XX w.
W okresie międzywojennym XX w. węzeł częstochowski stracił na znaczeniu, jak i cała Częstochowa. Powodem mniejszego ruchu było wybudowanie magistrali węglowej, omijające miasto od zachodu oraz połączenia Kielc z Krakowem, co zmniejszyło ruch na trasie Warszawa-Kraków. Do połączenia z magistralą węglową doszło za pomocą linii 146 (Częstochowa Wyczerpy (posterunek odgałęźny)-Chorzew Siemkowice). Istniały również plany wybudowania linii kolejowych łączących Częstochowę z Praszką (przez Kłobuck i Krzepice) oraz z Sieradzem (przez Wieluń).

### II wojna światowa
Po klęsce w wojnie obronnej Polska znalazła się pod okupacją niemiecką. Po otwarciu frontu wschodniego, w związku z rosnącymi przewozami, Niemcy rozpoczęli układanie drugiego toru na linii Opole – Kielce, ostatecznie ułożono go na odcinku Kielce-Lubliniec.
Po zakończeniu działań wojennych w Częstochowie rozważano przekucie jednego lub obu torów linii kieleckiej i herbskiej na szeroki rozstaw, by umożliwić szybszy transport oddziałów i zaopatrzenia na zachód.

### Okres powojenny ielektryfikacjaczęstochowskiego węzła kolejowego
W listopadzie 1955 roku oddano do eksploatacji sieć trakcyjną obu torów od Rudnik do Częstochowy. Uruchomienie sieci trakcyjnej na stacji Częstochowa Osobowa odbyło się 21 stycznia 1956 roku. 1 maja oddano do eksploatacji sieć trakcyjną na odcinku Częstochowa – Zawiercie.
14 czerwca 1959 roku zelektryfikowano łącznicę Częstochowa Osobowa – Częstochowa Stradom.
W roku 1960 na stacji Częstochowa Towarowa, na dwóch nastawniach CTA i CTB, zamontowano jako jedne z pierwszych na obszarze Dyrekcji Okręgowej Kolei Państwowych w Katowicach urządzenia przekaźnikowe zabezpieczające ruch kolejowy wraz z sygnalizacją świetlną.
Po elektryfikacji magistrali węglowej w latach 1964-1965 zelektryfikowano odcinek linii Kucelinka – Częstochowa Stradom – Herby Stare wraz z łącznicą Częstochowa Towarowa – Częstochowa Stradom i wybudowaną w 1953 roku dla potrzeb Huty Częstochowa łącznicę Częstochowa Towarowa – Kucelinka oraz otwartą w 1955 roku linię kolejową Częstochowa Mirów-Poraj. Uruchomienie sieci trakcyjnej na tych liniach kolejowych nastąpiła 28 listopada 1965 roku.
W 1973 roku przeprowadzono elektryfikację linii kolejowej nr 61 na odcinku z Częstochowy Stradom w stronę Koniecpola.
Rok później 29 grudnia 1974 roku zelektryfikowana została łącznica Częstochowa Osobowa – Kucelinka, a następnego dnia oddano do użytku sieć trakcyjną na linii kolejowej Wyczerpy – Chorzew Siemkowice i tym sposobem zakończono całkowitą elektryfikację Częstochowskiego węzła kolejowego.

### Okres współczesny
Z powodu przygotowań do Euro 2012 linia Opole-Włoszczowa oraz węzeł kolejowy w Częstochowie znalazły się na liście inwestycji zaplanowanych, jednak pozbawionych finansowania. W ramach planowanych działań linia miała być dostosowana do standardu prędkości 120 km/h oraz wyposażona w drugi tor na odcinku Fosowskie-Lubliniec, ponieważ ze względu na wieloletnie zaniedbania linia 61 na całej długości była w złym stanie technicznym, z wyjątkiem południowego toru na odcinku Jawornica-Częstochowa Stradom. Linia nr 1 jest w dobrym stanie technicznym.
Po wyborach parlamentarnych w 2011 roku nowy Minister Transportu Sławomir Nowak zapowiedział remont 150-kilometrowego odcinka linii między Włoszczową a Opolem, który ma służyć skróceniu czasu jazdy między Wrocławiem a Warszawą. Inwestycja planowana jest w zamian za zawieszony projekt linii Y. Założeniem jest rewitalizacja linii i skrócenie czasu jazdy na całej trasie Wrocław-Warszawa do 210 min. Inwestycja jest zaplanowana do zrealizowania do 2013 lub 2014 roku kosztem ok. 500 mln zł. W maju 2012 r. ogłoszono pierwszy przetarg na realizację remontu tej linii, obejmujący odcinek Koniecpol-Turów (km 74,887 – 99,679), a rozstrzygnięto go na początku sierpnia 2012 roku. W tym samym czasie ogłoszono przetarg na remont linii Częstochowa-Opole na odcinku Częstochowa Osobowa-Fosowskie, a koperty z 7 ofertami otwarto 16 listopada tego samego roku. W połowie stycznia 2013 roku ogłoszono przetarg na pozostałe prace na odcinku Częstochowa–Koniecpol. Rozpisano także przetarg na prace na linii nr 144, która połączy linię 61 z Opolem Głównym. 1 lutego 2013 roku Ministerstwo Finansów wydało zgodę na zapewnienie finansowania projektów rewitalizacji, co było niezbędne by PKP Polskie Linie Kolejowe mogły podpisać umowy z wykonawcami.